# Dearest
Dearest è un brano musicale della cantante giapponese Ayumi Hamasaki, pubblicato come suo ventiquattresimo singolo il 27 settembre 2001. Il brano è stato utilizzato come terza sigla di chiusura della serie televisiva anime InuYasha ed è stato inserito nella colonna sonora Best of InuYasha. Il singolo è arrivato alla prima posizione della classifica Oricon dei singoli più venduti in Giappone ed ha venduto 750 420 copie. Il brano ha vinto il Japan Record Award.

## Tracce
CD singolo AVCD-30294
Testi e musiche di Ayumi Hamasaki e D・A・I.
1. Dearest – 5:33
2. Dearest (Depth Nostalgic windmix)
3. Never Ever (Jonathan Peters Radio Mix)
4. Dearest (Energized Mix)
5. Dearest (Huge 20011002 mix)
6. Endless Sorrow (Hex Hector Main Radio Mix)
7. Dearest (Laugh & Peace Mix)
8. Dearest (Fresh energy Mix)
9. M (Johnny Vicious Radio Vox)
10. Dearest (Instrumental) – 5:33
11. Dearest (Acoustic Piano Version)

Durata totale: 59:27

## Classifiche
| Classifica (2001)           | Posizione più alta |
| --------------------------- | ------------------ |
| Oricon Weekly Singles Chart | 1                  |